# José Manuel Contreras
José Manuel „Moyo” Contreras y Contreras (ur. 19 stycznia 1986 w Jutiapie) – piłkarz gwatemalski grający na pozycji ofensywnego pomocnika. Od 2019 roku jest zawodnikiem klubu CSD Comunicaciones.

## Kariera klubowa
Karierę piłkarską Contreras rozpoczął w klubie CSD Comunicaciones z miasta Gwatemala. W sezonie 2004/2005 zadebiutował w jego barwach w pierwszej lidze gwatemalskiej. Grał w nim do lata 2008.
W 2008 roku Contreras wyjechał z Gwatemali i przez sezon grał w argentyńskim Arsenal de Sarandí z Buenos Aires. Następnie w 2009 roku został piłkarzem urugwajskiego Fénixu Montevideo, w którym rozegrał 1 mecz do końca roku.
W 2010 roku Contreras wrócił do Gwatemali i do lata 2010 grał w CD Xelajú MC. Następnie ponownie został piłkarzem CSD Comunicaciones, z którym w sezonie 2010/2011 wywalczył mistrzostwo faz Apertura i Clausura.
| Sezon   | Klub               | Kraj      | Rozgrywki        | Mecze | Bramki |
| ------- | ------------------ | --------- | ---------------- | ----- | ------ |
| 2004/05 | CSD Comunicaciones | Gwatemala | Liga Nacional    | 2     | 0      |
| 2005/06 | CSD Comunicaciones | Gwatemala | Liga Nacional    | 12    | 0      |
| 2006/07 | CSD Comunicaciones | Gwatemala | Liga Nacional    | ?     | ?      |
| 2007/08 | CSD Comunicaciones | Gwatemala | Liga Nacional    | 15    | 4      |
| 2008/09 | Arsenal de Sarandí | Argentyna | Primera División | 6     | 0      |
| 2009/10 | CA Fénix           | Urugwaj   | Primera División | 1     | 0      |
| 2009/10 | CD Xelajú MC       | Gwatemala | Liga Nacional    | 19    | 4      |
| 2010/11 | CSD Comunicaciones | Gwatemala | Liga Nacional    |       |        |

## Kariera reprezentacyjna
W reprezentacji Gwatemali Contreras zadebiutował 16 sierpnia 2006 roku w zremisowanym 1:1 towarzyskim spotkaniu z Haiti. W 2007 roku wystąpił w 4 meczach Złotego Pucharu CONCACAF 2007: ze Stanami Zjednoczonymi (0:1), z Salwadorem (1:0 i gol), z Trynidadem i Tobago (1:1) oraz ćwierćfinale z Kanadą (0:3).
W 2011 roku Contreras został powołany do kadry na Złoty Puchar CONCACAF 2011. Rozegrał na nim 2 mecze: z Hondurasem (0:0) i z Jamajką (0:2).